# Luisa Puchol
Luisa Puchol Butier (Valencia, 16 de junio de 1894-Madrid, 29 de enero de 1965) fue una actriz y cantante española.

## Biografía

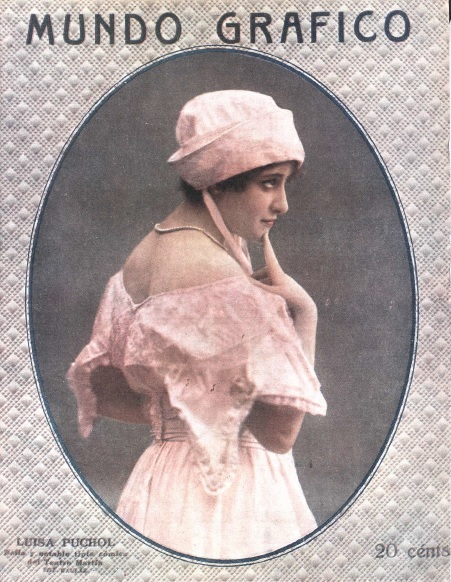
Puchol en portada de Mundo Gráfico en 1916, por Kaulak.

Nació en 1894, hija del director musical de zarzuelas Antonio Puchol Ávila (fallecido en 1929) y de la actriz Claudia Butier (fallecida en 1953), y hermana de la también actriz María Puchol. 
Desde la infancia manifestó una especial disposición para la escena, a la que se dedicó muy pronto, presentándose ante el público a la edad de trece años, en el Teatro de la Zarzuela, de Madrid, con la zarzuela Enseñanza libre. 
En 1912 fue contratada como primera tiple cómica en Buenos Aires. En 1916 hizo una temporada muy brillante en el Teatro Martín de Madrid, estrenando la opereta Los cuáqueros, cuyo éxito dio comienzo a su gran popularidad. La crítica le dedicó en esta obra grandes elogios. Después pasó al Teatro Eslava, dedicándose al género de la comedia.
En 1918 hizo una gira por América, logrando grandes éxitos en Nueva York en la compañía del compositor Joaquín Valverde, del que estrenó La tierra de la alegría, y en Canadá y California, cantando canciones españolas. Volvió a España en 1919, ingresando en la compañía de opereta de Ramón Peña.
Se casó el 22 de marzo de 1921 en la iglesia de San Agustín, de Valencia, con el actor Mariano Ozores Francés y fue la madre de José Luis, Mariano y Antonio Ozores, también actores y directores de películas. Algunas fuentes dicen que nació en 1894.

## Filmografía
- El rayo (1939)
- Tierra y cielo (1941)
- Cabaret (1953)
- La chica del barrio (1956)
- Encuentro en la ciudad (1956)
- Manolo guardia urbano (1956)
- Las muchachas de azul (1957)
- El aprendiz de malo (1958)
- Patio andaluz (1958)
- Salto mortal (1962)
- Suspendido en sinvergüenza (1965)